# Marie Alžběta Habsbursko-Lotrinská
Marie Alžběta Josefa Johana Antonie Habsbursko-Lotrinská (13. srpna 1743, Vídeň – 22. září 1808, Linec), rakouská arcivévodkyně, byla považovaná za nejhezčí z dcer Marie Terezie. Zůstala, stejně jako její sestra Marie Anna, neprovdaná a po matčině smrti se stala abatyší Ústavu šlechtičen v Innsbrucku.

## Život
Narodila se 13. srpna 1743 jako dcera Marie Terezie a jejího manžela, císaře Františka I. Štěpána, jako pátá dcera a šesté dítě v pořadí. Její matka Marie Terezie byla vnučkou císaře Leopolda I., neteří císaře Josefa I. a dcerou císaře Karla VI., který měl se svojí manželkou Alžbětou Kristýnou pouze dvě dcery, z nichž se starší Marie Terezie na základě Pragmatické sankce stala jeho dědičkou.
Marie Alžběta měla dalších 12 sourozenců, 7 sester a 5 bratrů:
- Marie Anna (1738–1789)
- Josef II. (1741–1790)
- Marie Kristina (1742–1798)
- Karel Josef (1745–1761
- Marie Amálie (1746–1804)
- Leopold II. (1747–1792)
- Johana Gabriela (1750–1762)
- Marie Josefa) (1751–1767
- Marie Karolína (1752–1814)
- Ferdinand Karel (1754–1806)
- Marie Antonie (1755–1793), francouzská královna
- Maxmilián František (1756–1801), arcibiskup kolínský

### Dětství
Alžběta vyrostla, stejně jako všichni její sourozenci, v dětské komoře obklopena služebnictvem v čele s vychovatelkou („ajou“) hraběnkou Belruptovou. Výchova dětí na císařském dvoře měla přísná pravidla, stanovená samotnou Marií Terezií, která velmi dbala na správnou stravu, hygienu a dostatečný pohyb svých dětí. Jejím výchovným krédem byla poslušnost, zbožnost a kázeň. Tato pravidla však malé Alžbětě působila potíže, protože byla rozpustilá, potrpěla si na žertíky a klevety. Milovala bonmoty a ironii, stejně jako bratr Josef, za což byli matkou často kritizováni. Dlouhé chvíle si krátila koketováním, což jí vyneslo přezdívku „Sličná koketa“.
Alžběta se více než studiu věnovala své kráse a nebyla ani příliš poslušným dítětem, proto se u ní vystřídalo několik vychovatelek, hraběnky Belruptová, Heisterová, Erdődyová, a dokonce i jeden vychovatel, hrabě František Norbert z Trauttmansdorffu.

### Dospělost

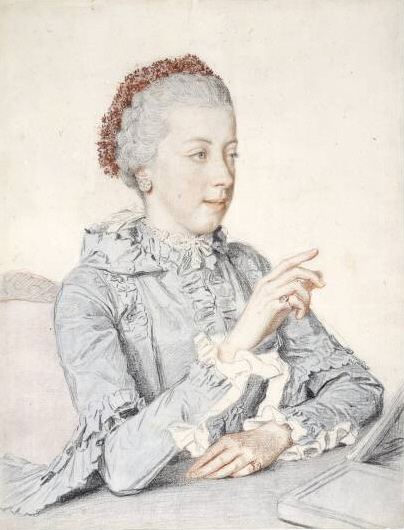
Portrét arcivévodkyně Marie Alžběty

Marie Alžběta byla podle dvoru jedna z nejhezčích dcer Marie Terezie, díky svému vzhledu začala být pyšnou a její nejoblíbenější zábavou bylo svádět muže, kteří se právě ocitli na rakouském dvoře. Když krásná dcera Marie Terezie dozrála v ženu, matka pro ni začala hledat vhodného ženicha. I Alžběta se měla stát obětí sňatkové politiky. První, za koho se mohla provdat, byl polský král Stanislav II. August. Stanislav byl podle dvora velmi atraktivní muž, který se dokonce zalíbil i Alžbětě. Ovšem Marie Terezie a carevna Kateřina s tímto sňatkem nakonec nesouhlasily. Carevna se domnívala, že by se tak posílilo postavení podunajské monarchie, zatímco císařovna viděla problém v samotném polském králi, který byl podle ní okrajová osoba. 
Dalším nápadníkem byl syn krále Emanuela I. I tento nápadník však byl Marií Terezií zamítnut a Marie Alžběta se nakonec nikdy neprovdala. 
V roce 1767 Vídeň opět zasáhly neštovice a postihly i krásnou Alžbětu, která s nemocí velmi dlouhou bojovala. Jako zázrakem tuto nemoc přežila, ovšem choroba na princeznině tváři zanechala jizvy a její krása se vytratila. Alžbětě, která do té doby žila jenom svou krásou, se zhroutil celý svět. I přesto se v jejím životě ukázala naděje, když její matka nabídla Alžbětě francouzského krále Ludvíka XV. Naivní Alžběta se začala nazývat francouzskou královnou, ovšem po poslání portrétu francouzskému králi se již Ludvík neozval a radši se nechal utěšovat hraběnkou Jeanne du Barry. I přes tuto zkušenost se Alžběta vrátila zpět do víru zábav, kdy ráda ukazovala svůj vřed (nazývalo se jí „volatá Líza”), tímto chováním ovšem znechutila celé okolí. 
Po čase se začalo probírat její finanční zajištění, které zatím její matka neřešila, proto převzala vedení nad ústavem v Innsbrucku, kde byla naopak velmi váženou dámou. Svérázná arcivévodkyně zemřela v hlavním městě Horních Rakous 22. září 1808.

## Vývod z předků
|                                    |                                             |  |                           |                                                             |  |  |  |  |  |  |  | Mikuláš František Lotrinský |
|                                    |                                             |  |                           |                                                             |  |  |  |  |  |  |  |                             |
|                                    | Karel V. Lotrinský                          |  |                           |                                                             |  |  |  |  |  |  |  |                             |
|                                    |                                             |  |                           |                                                             |  |  |  |  |  |  |  |                             |
|                                    |                                             |  |                           | Klaudie Lotrinská                                           |  |  |  |  |  |  |  |                             |
|                                    |                                             |  |                           |                                                             |  |  |  |  |  |  |  |                             |
|                                    | Leopold Josef Lotrinský                     |  |                           |                                                             |  |  |  |  |  |  |  |                             |
|                                    |                                             |  |                           |                                                             |  |  |  |  |  |  |  |                             |
|                                    |                                             |  |                           | Ferdinand III. Habsburský                                   |  |  |  |  |  |  |  |                             |
|                                    |                                             |  |                           |                                                             |  |  |  |  |  |  |  |                             |
|                                    | Eleonora Marie Josefa Habsburská            |  |                           |                                                             |  |  |  |  |  |  |  |                             |
|                                    |                                             |  |                           |                                                             |  |  |  |  |  |  |  |                             |
|                                    |                                             |  |                           | Eleonora Magdalena Gonzagová                                |  |  |  |  |  |  |  |                             |
|                                    |                                             |  |                           |                                                             |  |  |  |  |  |  |  |                             |
|                                    | František I. Štěpán Lotrinský               |  |                           |                                                             |  |  |  |  |  |  |  |                             |
|                                    |                                             |  |                           |                                                             |  |  |  |  |  |  |  |                             |
|                                    |                                             |  |                           | Ludvík XIII.                                                |  |  |  |  |  |  |  |                             |
|                                    |                                             |  |                           |                                                             |  |  |  |  |  |  |  |                             |
|                                    | Filip I. Orleánský                          |  |                           |                                                             |  |  |  |  |  |  |  |                             |
|                                    |                                             |  |                           |                                                             |  |  |  |  |  |  |  |                             |
|                                    |                                             |  |                           | Anna Rakouská                                               |  |  |  |  |  |  |  |                             |
|                                    |                                             |  |                           |                                                             |  |  |  |  |  |  |  |                             |
|                                    | Alžběta Charlotta Orleánská                 |  |                           |                                                             |  |  |  |  |  |  |  |                             |
|                                    |                                             |  |                           |                                                             |  |  |  |  |  |  |  |                             |
|                                    |                                             |  |                           | Karel I. Ludvík Falcký                                      |  |  |  |  |  |  |  |                             |
|                                    |                                             |  |                           |                                                             |  |  |  |  |  |  |  |                             |
|                                    | Alžběta Šarlota Falcká                      |  |                           |                                                             |  |  |  |  |  |  |  |                             |
|                                    |                                             |  |                           |                                                             |  |  |  |  |  |  |  |                             |
|                                    |                                             |  |                           | Šarlota Hesensko-Kasselská                                  |  |  |  |  |  |  |  |                             |
|                                    |                                             |  |                           |                                                             |  |  |  |  |  |  |  |                             |
| Marie Alžběta Habsbursko-Lotrinská |                                             |  |                           |                                                             |  |  |  |  |  |  |  |                             |
|                                    |                                             |  |                           |                                                             |  |  |  |  |  |  |  |                             |
|                                    |                                             |  | Ferdinand III. Habsburský |                                                             |  |  |  |  |  |  |  |                             |
|                                    |                                             |  |                           |                                                             |  |  |  |  |  |  |  |                             |
|                                    | Leopold I.                                  |  |                           |                                                             |  |  |  |  |  |  |  |                             |
|                                    |                                             |  |                           |                                                             |  |  |  |  |  |  |  |                             |
|                                    |                                             |  |                           | Marie Anna Španělská                                        |  |  |  |  |  |  |  |                             |
|                                    |                                             |  |                           |                                                             |  |  |  |  |  |  |  |                             |
|                                    | Karel VI. Habsburský                        |  |                           |                                                             |  |  |  |  |  |  |  |                             |
|                                    |                                             |  |                           |                                                             |  |  |  |  |  |  |  |                             |
|                                    |                                             |  |                           | Filip Vilém Falcký                                          |  |  |  |  |  |  |  |                             |
|                                    |                                             |  |                           |                                                             |  |  |  |  |  |  |  |                             |
|                                    | Eleonora Magdalena Falcko-Neuburská         |  |                           |                                                             |  |  |  |  |  |  |  |                             |
|                                    |                                             |  |                           |                                                             |  |  |  |  |  |  |  |                             |
|                                    |                                             |  |                           | Alžběta Amálie Hesensko-Darmstadtská                        |  |  |  |  |  |  |  |                             |
|                                    |                                             |  |                           |                                                             |  |  |  |  |  |  |  |                             |
|                                    | Marie Terezie                               |  |                           |                                                             |  |  |  |  |  |  |  |                             |
|                                    |                                             |  |                           |                                                             |  |  |  |  |  |  |  |                             |
|                                    |                                             |  |                           | Anton Ulrich Brunšvicko-Wolfenbüttelský                     |  |  |  |  |  |  |  |                             |
|                                    |                                             |  |                           |                                                             |  |  |  |  |  |  |  |                             |
|                                    | Ludvík Rudolf Brunšvicko-Wolfenbüttelský    |  |                           |                                                             |  |  |  |  |  |  |  |                             |
|                                    |                                             |  |                           |                                                             |  |  |  |  |  |  |  |                             |
|                                    |                                             |  |                           | Alžběta Juliana Šlesvicko-Holštýnsko-Sonderbursko-Norburská |  |  |  |  |  |  |  |                             |
|                                    |                                             |  |                           |                                                             |  |  |  |  |  |  |  |                             |
|                                    | Alžběta Kristýna Brunšvicko-Wolfenbüttelská |  |                           |                                                             |  |  |  |  |  |  |  |                             |
|                                    |                                             |  |                           |                                                             |  |  |  |  |  |  |  |                             |
|                                    |                                             |  |                           | Albrecht Arnošt I. Öttingenský                              |  |  |  |  |  |  |  |                             |
|                                    |                                             |  |                           |                                                             |  |  |  |  |  |  |  |                             |
|                                    | Kristýna Luisa Öttingenská                  |  |                           |                                                             |  |  |  |  |  |  |  |                             |
|                                    |                                             |  |                           |                                                             |  |  |  |  |  |  |  |                             |
|                                    |                                             |  |                           | Kristýna Frederika Württemberská                            |  |  |  |  |  |  |  |                             |
|                                    |                                             |  |                           |                                                             |  |  |  |  |  |  |  |                             |